# Felix Ankamah
Felix Ankamah (Kumasi, Ghána, 1984. szeptember 30. –) ghánai labdarúgó, jelenleg a Bechem United labdarúgója, korábban az FC Sopron játékosa volt.Jobblábas középpályás
Ankamah fiatal, mindössze 21 éves játékos, akinek erőssége a labdaszerzés emellett jó felépítésű

## Finnország
A holland Twente nevelésű játékos fiatalon került Finnországba a KooTeePee együttesébe.Ebben a csapatban mutatkozott be a Veikkausliigában Mielőtt Magyarországra érkezett az FC Hameenlina együttesében szerepelt, ahol egyébként volt magyar csapattársa, az exvideotonos Varga Ernő személyében.

### Meccsei hazai csapatok ellen

#### Tampere United
- KooTeePee-Tampere United 0-1|Ankamah 68 percet játszott

#### Egyéb élvonalbeli meccsek
- Turun Palloseura-KooTeePee 1-0|A vendégek edzője Janne Hypönnen|Ankamah 26 percet játszott
- AC Alliansi-FC KooTeePee 0-0|Ankamah végigjátszotta a meccset

## FC Sopron
A csapat nélküli játékos szeptember közepén érkezett próbajátékra Sopronba, az olasz Stefano Di Fiordo, a román Mark Christian Tanasescu és a paraguayi Oscar Diaz kísértében. A próbajátékosokkal teletűzdelt Sopron egy hármastornán vett részt, ahol Ankamah végigjátszotta csapata összes mérkőzését.A Sopronon kívül a román FC Dinamo București és az Újpest FC vett részt. Az említett 3 másik próbajátékosoktól elköszöntek, Ankamahot azonban tovább tesztelte a klub, s végül 3 éves szerződést kötöttek a ghánai középpályással.
Nekünk a Twentével kellett egyezkednünk az ügyében, ingyen szereztük meg, és három évre érvényes szerződést kötöttünk vele. Volt időnk megismerkedni vele, remélem, bebizonyítja, hogy nem hiába igazoltuk le.
2006 novemberében a Budapesti Vasas ellen mutatkozott be a magyar élvonalban. Még további két mérkőzésen viselte a Sopron 30-as számú mezét az őszi szezonban, az új edző, Csertői Aurél nem sok bizalmat szavazott a ghánainak, mindössze egy mérkőzésen kapott játéklehetőséget, összesen 15 percet.Részt vett egy MLSZ által megrendezett teremlabdarúgó-tornán is Az edzőváltás sem segített a légiósnak, pedig Dario Bonetti első meccsén kezdőbe állította a középpályást, aki azonban 17 percnyi játék után elhagyta a pályát, kiállíttatta magát.Ezután két meccset kellett volna kihagynia Ezzel véget is ért magyarországi légióskodása, mert Bonetti – érthetően – többet be sem nevezte mérkőzésre a játékost, s amikor egy fordulóval a vége előtt engedélyt kért klubjától, hogy hazarepüljön édesanyja halála miatt, közölték vele, vissza se kell jönnie, szerződését felbontották.

### Meccsei hazai csapatok ellen

#### Vasas
- Budapesti Vasas-FC Sopron 0-0|A Sopron edzője Selymes Tibor|Az 56.percben sárga lapot kapott|A 46.percben csereként állt be

#### Kaposvár
- FC Sopron-Kaposvári Rákóczi FC 1-0|Ankamah 57 percet játszott[8]

#### DVSC
- FC Sopron-Debreceni VSC 1-6|Ankamah 25 percet játszott

#### REAC
- FC Sopron-Rákospalotai EAC 2-3 |Ankamah 18 percet játszott|0-1-es állásnál a 18.percben kiállították

#### Győri ETO
- FC Sopron-Győri ETO FC 0-1|Ankamah 16 percet játszott

#### Diósgyőr
Tisztában vagyunk a mérkőzés fontosságával, és szeretnénk előnyt szerezni a visszavágóra. Ami az utóbbi hazai találkozóinkat illeti, rendre mi irányítottuk a játékot és sok-sok helyzetet dolgoztunk ki. A mezőnyben a futballunkkal nem volt gond, ám a lehetőségeinket rendre elhibáztuk. A diósgyőrieknél veszélyesek az afrikai labdarúgók, Foxi és Douva, rájuk megkülönböztetett figyelmet kell fordítanunk. Nekünk is lesz azonban afrikai játékosunk, tétmeccsen Sopronban most mutatkozik be a ghánai Felix Ankamah, aki a Vasas ellen a debütálásán jól teljesített.

#### MLSZ rendezvények
- MLSZ Teremlabdarúgó Bajnokság 2007|Az FC Sopron kerete:[10] 22 Rabóczki Balázs, 12 Takács Tamás, 13 Lázár Pál, 3 * Marius Radu, 14 Cristian Munteanu, 5 Ion Ibric, 11 Sifter Tamás, 10 Georgi Korudzhiev, 7 Horváth András, 30 Felix Ankamah, 27 Demjén Gábor, 9 Cristian Cigan, 20 Magasföldi József, 8 Feczesin Róbert, 23 Birtalan Botond, 6 Sira István, 24 Daria Ionut, 21 Laurentiu Rus

## Hazatérés
2007-ben hazatért a Bechem Unitedbe.